# Distrito Administrativo del Noroeste
Distrito Administrativo del Noroeste (del ruso: Се́веро-За́падный администрати́вный о́круг, Severo-Zapadny administrativny okrug') es uno de los doce distritos (okrugs) administrativos de Moscú, Rusia. Fue fundado en 1991 y tiene una superficie de 93,281 kilómetros cuadrados.
Limita con los okrugs administrativos del Norte y Central en el este y pasa por el embalse de Khimki y el Ferrocarril del Distrito de Moscú. En el sur, limita con el Distrito Administrativo Oeste y el cauce del río Moskva.

## Distritos
- Khoroshevo-Mnevniki
- Kurkino
- Mitino
- Pokrovskoye-Streshnevo
- Severnoye Tushino
- Shchukino
- Strogino
- Yuzhnoye Tushino